# Margaret Mary Pearse
Ne doit pas être confondu avec Margaret Pearse.
Pour les articles homonymes, voir Pearse.
Margaret Mary Pearse (4 août 1878 - 7 novembre 1968) est une femme politique et enseignante irlandaise du Fianna Fáil. Elle est la sœur de Patrick et Willie Pearse, deux des dirigeants de l'Insurrection de Pâques de 1916.

## Jeunesse

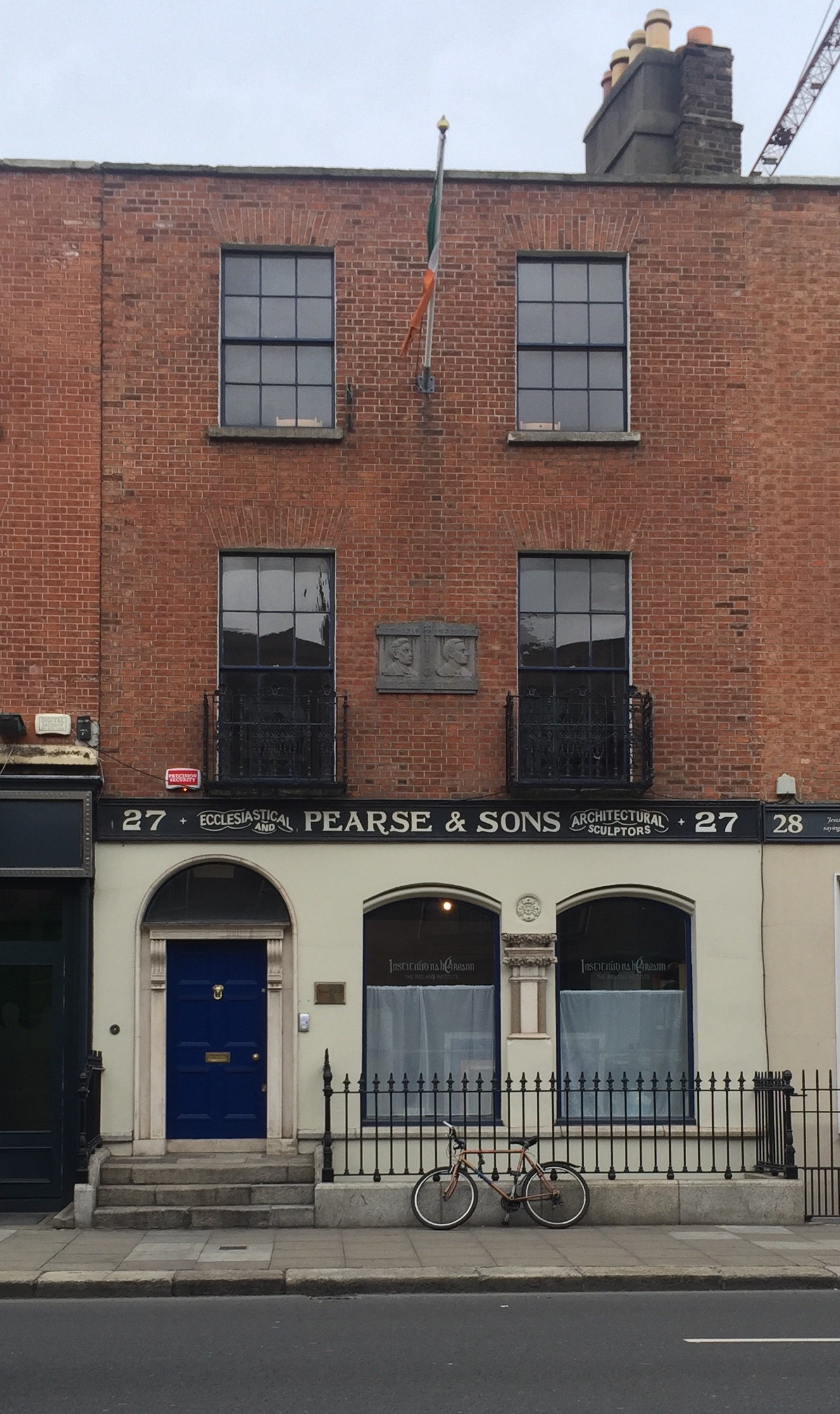
La maison de la famille Pearse au 27 Great Brunswick Street, à Dublin.

Margaret Mary Pearse est née au 27 Great Brunswick Street, à Dublin, l'aînée de James Pearse et Margaret Pearse (née Brady). Elle grandit dans des conditions de vie exiguës car souvent les autres pièces de la maison sont louées à des sous-locataires, laissant la famille Pearse partager une chambre. Durant son enfance, Margaret est très amicale avec James Vincent, son demi-frère issu du précédent mariage de son père. Leur relation étroite ne se poursuit pas jusqu’à l’âge adulte. Elle développe un lien étroit avec son père, plus qu'avec sa mère. Elle fait ses études au couvent Holy Faith de Glasnevin. Après avoir quitté l’école, elle suit une formation d’enseignante. Margaret ne trouve pas d'emploi rémunéré après avoir reçu sa formation d'enseignante, mais reste toujours intéressée par l'éducation. En 1905, elle se rend en Belgique avec son frère pour étudier le fonctionnement du système éducatif bilingue et améliorer son français. Elle tente de fonder sa propre école pour nourrissons en 1907 dans la maison familiale de la rue Great Brunswick et est constamment encouragée par ses deux frères, qui l'aident dans son enseignement à plusieurs reprises. Son jeune frère Willie fournit des œuvres d'art pour les classes afin d'inspirer les élèves.

## Implication avec l'école St. Enda
Margaret aide à fonder l'école St. Enda avec ses frères Patrick et Willie en 1908,. Margaret, avec sa mère Mme Pearse, joue un rôle complexe en faisant de l'école une atmosphère confortable pour les élèves. Le prospectus de l'école répertorie Margaret comme maîtresse des écoles préparatoires entre 1909 et 1910 et comme maîtresse adjointe entre 1910 et 1911.
À la suite des exécutions de ses frères au lendemain de l'insurrection de Pâques, Margaret continue à diriger l'école St. Enda. Elle est la matrone et la gouvernante de l'école, tandis que sa mère est la directrice. L'école commence à connaître des difficultés financières en 1916 après le soulèvement et est menacée de fermeture. Des voyages aux États-Unis sont effectués pour collecter des fonds pour l'école. L'école est sauvée principalement grâce à des dons et continue à fonctionner à perte.
Elle est directement impliquée dans l'enseignement en tant que professeure de français auprès des élèves du primaire et leur écrit souvent pour rester en contact pendant les vacances. Pendant la période où l'école connait une pénurie de personnel, Margaret s'implique encore plus dans les affaires de l'école. Son implication contribue à nourrir sa nature occupée et travailleuse.
En 1926, Margaret part en Amérique pour une tournée de conférences avec l'intention de collecter davantage de fonds pour que l'école puisse couvrir ses frais de fonctionnement. Margaret et sa mère se disputent constamment pour savoir comment dépenser l'argent et récoltent finalement suffisamment d'argent pour acheter le terrain de l'école. La mère de Margaret a prévu de laisser St. Enda's à l'État dans son testament. Cependant, en raison de complications juridiques, Margaret Mary hérite de St.Enda après la mort de Mme Pearse en 1932. St. Enda ferme ses portes en 1935 et Margaret continue à vivre à l'Ermitage.
Margaret n'a pas toujours prévu de laisser St. Enda à l'État après sa mort, conformément aux souhaits de sa mère. Eamonn de Barra et le président de l'époque, Éamon de Valera, influencent sa décision de laisser l'école et ses terrains à l'État. Le gouvernement joue également un rôle important en persuadant Margaret de laisser l'école à la nation. Cela garantit que St. Enda's servirait toujours de mémorial pour les deux frères de Margaret, Patrick et William Pearse, et cela semblait être le facteur décisif final pour Margaret. Un accord est conclu selon lequel, de son vivant, elle serait toujours propriétaire à part entière de l'école et de ses terrains, et à sa mort, les écoles, leur contenu et les terrains environnants seraient cédés à l'État.

## Carrière politique
Elle est élue pour la première fois au Dáil Éireann en tant que Fianna Fáil Teachta Dála (TD) pour la circonscription du comté de Dublin lors des élections générales de 1933. Elle est décrite comme une célibataire du St. Enda's College de Rathfarnham. Elle est proposée pour le poste par le Dr James J. McCann du 23 Terenure Road. Cette proposition est appuyée par Frank Burke, St. Enda's, Harolds Grange, comté de Dublin.
Elle est battue aux élections générales de 1937 en perdant au 7e décompte des voix. Le 29 mars 1938, elle est élue au Conseil administratif du 2e Seanad. Même si elle s'est rarement exprimée au Dáil ou au Seanad, ni posé de questions, elle est décrite comme une travailleuse acharnée dans les coulisses et manque rarement les réunions. Ses collègues l'appellent souvent « Maggie ».
Elle sert au Seanad jusqu'à sa mort en 1968. Cependant, elle et sa mère n’ont jamais été que des figures de proue du parti,. Elle est membre fondatrice du corps enseignant de l'Ardscoil Éanna (en) à Crumlin, Dublin, lors de sa création en 1939. Sa mère Margaret Pearse est également TD dans les années 1920 et elle et Margaret Mary soutiennent de Valera parce qu'elles pensent qu'il tente de soutenir la vision politique de Patrick Pearse.

## Relations familiales
Margaret et sa sœur Mary s'éloignent de plus en plus l'une de l'autre en raison de leurs nombreux désaccords. Margaret consacre le reste de sa vie à préserver la mémoire de ses frères et soutient leur implication dans le soulèvement tandis que Mary s'y oppose. Cette dernière est également sujette à l'anxiété et à l'hypocondrie. Margaret et sa mère deviennent très religieuses et glorifient le rôle de leur famille dans le soulèvement aux dépens des autres insurgés. Elles condamnent rapidement quiconque remet en question ou dénonce les frères Pearse. Après l'exécution de Patrick et Willie, Margaret, Mary et sa mère tentent de faire libérer leurs corps, mais cela leur est refusé.

## Fin de vie
La relation de Margaret avec sa sœur est encore plus tendue après que Mary Brigid ait publié The Home-Life of Pádraig Pearse. Cette version éditée de l'autobiographie inachevée de leur frère Patrick conduit à un différend sur les redevances sur les écrits de leur frère, car Margaret Mary pensait qu'ils appartenaient à eux deux. Une audience du tribunal est organisée, mais une réconciliation de dernière minute entraîne son annulation. Elles n'ont jamais réparé leur relation et Mary Brigid décède en 1947, vingt et un ans avant Margaret Mary.

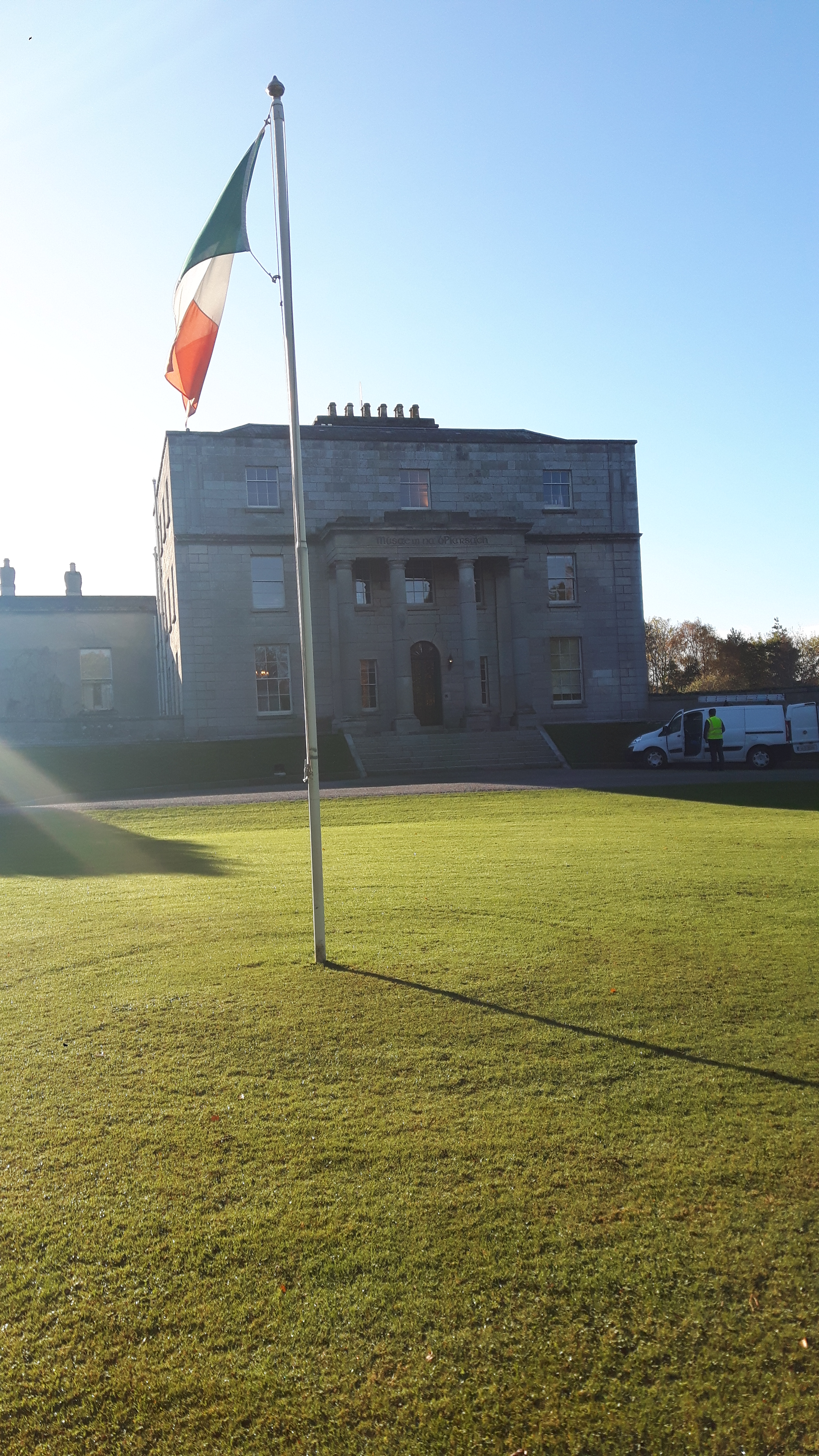
Le musée Pearse situé à Haroldsgrange, Dublin.

La maladie force Margaret à entrer dans la maison de convalescence Linden à Blackrock, dans le comté de Dublin, alors qu'elle a 80 ans. En 1965, le président du comité de la Croix-Rouge de Dublin décerne à Margaret un certificat pour son service exceptionnel et sa contribution à la Société irlandaise de la Croix-Rouge. Elle a fondé la branche de la Croix-Rouge de Rathfarnham et a permis que sa maison de St. Enda soit utilisée comme hôpital de premiers secours. Elle est encore une patiente de la maison de convalescence Linden au moment où ce prix lui est décerné.
En 1967, alors qu'elle a 89 ans, son état se détériore. Cependant, en 1968, au cours des mois précédents son 90e anniversaire, elle quitte brièvement la maison de convalescence Linden afin de passer son anniversaire à St. Enda's à Rathfarnham. Le président irlandais de l'époque, Éamon de Valera, lui rend visite à Saint-Enda pour la féliciter à cette occasion. Parmi les autres visiteurs figurent le ministre des Finances Charles Haughey et le lord-maire de Dublin Frank Cluskey.

## Mort
Margaret Pearse décède à l'âge de 90 ans, célibataire, à la maison de convalescence Linden, Blackrock, Dublin, le 7 novembre 1968 et a des funérailles nationales,. Margaret est enterrée aux côtés de ses parents et de sa sœur au cimetière de Glasnevin. Le président de Valera, l'Église et l'État lui rendent hommage lors de ses funérailles. Plus de 200 soldats lui rendent un honneur militaire et la circulation est interrompue alors que les gens lui rendent un dernier hommage. Les funérailles traversent ensuite le village de Rathfarnham où 200 garçons et filles de l'école St. Enda bordent le parcours en hommage. Conformément aux souhaits de sa mère, elle lègue St Enda au peuple irlandais en souvenir du sacrifice de son frère. L'école abrite aujourd'hui le musée Pearse.